# David Krantz
David Harold Krantz (* 30. Dezember 1938 in Buffalo, New York) ist ein US-amerikanischer Mathematiker und Psychologe. 

## Leben
Krantz studierte zunächst Mathematik an der Yale University. Die Hochschule verließ er 1960 mit einem Anschluss als Bachelor of Arts summa cum laude. Anschließend studierte er mathematische Psychologie an der University of Pennsylvania. Sein Ph.D.-Studium beendete er 1964 mit seiner Dissertation unter dem Titel The scaling of small and large color differences.
Nach Abschluss des Studiums wechselte Krantz an die University of Michigan. Zunächst Assistant Professor für Psychologie, stieg er 1968 zum Associate Professor auf, ehe er 1971 zum ordentlichen Professor berufen wurde. 1980 ging er zu den privatwirtschaftlichen Bell Laboratories. 1985 kehrte er in den akademischen Betrieb zurück, als er eine Professur an der Columbia University annahm. Dort leitete er zwischen 1990 und 1992 die Abteilung für Statistik. In den folgenden Jahren engagierte er sich insbesondere im 1995 geschaffenen The Earth Institute und war jeweils Gründungsdirektor des Center for the Decision Sciences und des Center for Research on Environmental Decisions an der Hochschule.
Krantz arbeitete in verschiedenen wissenschaftlichen Bereichen, wobei seine Schwerpunkte im Bereich der Messtheorie, Farbwahrnehmung und der Anwendung mathematischer und statistischer Methoden im alltäglichen Leben liegen. Insbesondere in Zusammenarbeit mit Duncan Luce, Patrick Suppes und Amos Tversky entwickelte er Grundlagen der Messtheorie. Mit Luce erarbeitete er ein Konzept zur mathematischen Modellierung im Rahmen der Entscheidungstheorie: die sogenannten Luce-Krantz-Modelle bieten einen Ansatz, in dem auch Kontexteffekte als Situationswissen in die Modellierung einfließen.

## Werke
Die folgende Auflistung gibt von Krantz veröffentlichte Bücher wieder, zudem hat er zahlreiche Zeitschriftenartikel und Arbeitspapiere verfasst.
mit Howard Raiffa: Games and Decisions: Introduction and Critical Survey, 1957
Individual Choice Behavior: A Theoretical Analysis, 1959
- Mit Duncan Luce, Patrick Suppes und Amos Tversky: Foundations of Measurement, Vol. I, 1971
- Mit Richard C. Atkinson, Duncan Luce und Patrick Suppes: Contemporary developments in mathematical psychology. Vol. I, 1974
- Mit Richard C. Atkinson, Duncan Luce und Patrick Suppes: Contemporary developments in mathematical psychology. Vol. II, 1974
- Mit Duncan Luce, Patrick Suppes und Amos Tversky: Foundations of Measurement, Vol. II, 1989
- Mit Duncan Luce, Patrick Suppes und Amos Tversky: Foundations of Measurement, Vol. III, 1990